# رازمیک ماتئوسیان
رازمیک خورنی ماتئوسیان (ارمنی: Ռազմիկ Խորենի Մաթևոսյան؛ زادهٔ ۲۳ مهٔ ۱۹۴۶) یک سیاستمدار اهل ارمنستان است که از تاریخ ۱۹۹۵ تا تاریخ ۱۹۹۹ سمت نمایندگی دوره اول مجلس ملی جمهوری ارمنستان را برعهده داشت.

## زندگی‌نامه
در ۲۳ مهٔ ۱۹۴۶ در آخوریان به دنیا آمد و از دانشگاه دولتی شیراک فارغ‌التحصیل شد. 